# Гельмут да Рааф
Гельмут да Рааф (нім. Helmut de Raaf; нар. 25 листопада 1961, Нойс, ФРН) — німецький хокеїст, воротар.

## Життєпис
Гельмут з 1980 по 1983 виступав у складі «Дюссельдорфа». П'ять сезонів відіграв за «Кельнер Гайє» (1983-1988), чотири рази став чемпіоном Німеччини. У сезоні 1988/89 повернувся до «Дюссельдорфу», у складі якого ще п'ять разів виграв титул чемпіона Німеччини. Два сезони відіграв у другорядних клубах «Москітос Ессен» та ХК «Грефрат». З 1998 по 2001 роки, воротар грав у клубі «Адлер Мангейм» та ще двічі став чемпіоном Німеччини 1999 та 2001. Таким чином він здобув одинадцять титулів чемпіона Німеччини.
У складі національної збірної виступав на чемпіонатах світу: 1985, 1986, 1987, 1990, 1991 та 1993 років, а також у Зимових Олімпійських іграх 1992 та 1994 років.
З 1999 по 2013 роки тренував молодіжну команду «Адлер Мангейм». 2013 був помічником головного тренера мюнхенського клубу «Ред Булл», а також помічником головного тренера збірної Німеччини на чемпіонаті світу 2014 року.

## Нагороди та досягнення
- 1984 чемпіон Німеччини у складі «Кельнер Гайє»
- 1986 чемпіон Німеччини у складі «Кельнер Гайє»
- 1987 чемпіон Німеччини у складі «Кельнер Гайє»
- 1988 чемпіон Німеччини у складі «Кельнер Гайє»
- 1990 чемпіон Німеччини у складі «Дюссельдорфа»
- 1991 чемпіон Німеччини у складі «Дюссельдорфа»
- 1992 чемпіон Німеччини у складі «Дюссельдорфа»
- 1993 чемпіон Німеччини у складі «Дюссельдорфа»
- 1996 чемпіон Німеччини у складі «Дюссельдорфа»
- 1999 чемпіон Німеччини у складі «Адлер Мангейм»
- 2001 чемпіон Німеччини у складі «Адлер Мангейм»